# Płoske (obwód zakarpacki)
Płoske (ukr. Плоске) – wieś na Ukrainie, w obwodzie zakarpackim, w rejonie mukaczewskim, w hromadzie Polana. W 2001 liczyła 1080 mieszkańców, spośród których 1077 wskazało jako ojczysty język ukraiński, a 3 rosyjski.